# Isaac Stern
Isaac Stern (em ucraniano: Стерн Ісаак; 21 de julho de 1920 – 22 de setembro de 2001) foi um violinista ucraniano. Tornou-se célebre por suas gravações e por suas descobertas de novos talentos.

## Biografia
Stern nasceu de uma família judaica em Kremenetz, na Ucrânia. Tinha catorze meses de idade quando sua família se mudou para São Francisco; recebeu suas primeiras aulas de música de sua mãe, antes de se inscrever no Conservatório de Música de São Francisco, em 1928, onde estudou até 1931, antes de passar a ter aulas particulares com Louis Persinger. Retornou ao Conservatório de São Francisco para estudar com Naoum Blinder por cinco anos; posteriormente Stern afirmaria que devia muito a ele. Em sua estreia para o público, em 18 de fevereiro de 1936, com 15 anos de idade, tocou o concerto para violino em si menor de Saint-Saëns, com a Orquestra Sinfônica de São Francisco, sob a regência de Pierre Monteux. Refletindo sua criação cultural, Stern certa vez declarou, memoravelmente, que os intercâmbios culturais entre os Estados Unidos e a União Soviética seriam assuntos simples: "Eles nos mandam os judeus deles de Odessa, e nós mandamos para eles os nossos judeus de Odessa."
Nos círculos musicais, Stern se tornou conhecido tanto pelas suas gravações e pelo apoio que deu a certos músicos iniciantes. Entre suas descobertas estavam os celistas Yo-Yo Ma e Jian Wang, e os violinistas Itzhak Perlman e Pinchas Zukerman. Também teve um papel crucial no resgate do Carnegie Hall, de Nova York, que estava prestes a ser demolido na década de 1960, e posteriormente teve seu principal auditório receber o nome de Stern, em sua homenagem.
Entre suas diversas gravações estão concertos de Brahms, Bach, Beethoven, Mendelssohn, Tchaikovsky e Vivaldi, além de obras de compositores modernos, como Barber, Bartók, Stravinsky, Bernstein e Dutilleux. O concerto de Dutilleux, intitulado L'arbre des songes ['A Árvore dos Sonhos'], foi encomendado a Stern em 1985 pelo próprio compositor. Stern também dublou atores que fingiram tocar violinos em diversos filmes, entre os quais Fiddler on the Roof.
Stern atuou como consultor musical no filme de 1946, Humoresque, sobre uma estrela iniciante do violino e sua patrona, interpretados por John Garfield e Joan Crawford.
Em sua autobiografia, escrita juntamente com Chaim Potok, My First 79 Years, Stern cita Nathan Milstein e Arthur Grumiaux como as principais influências no desenvolvimento de seu estilo pessoal no instrumento.
Stern venceu Grammys por seu trabalho com Eugene Istomin e Leonard Rose, durante um célebre trio de câmara.
Em 1979, oito anos após o presidente americano Richard Nixon fazer a primeira visita oficial de um presidente dos Estados Unidos aquele país, a China ofereceu a Stern e ao pianista David Golub um convite inédito para fazer uma turnê pelo país, tocando com a Sociedade Sinfônica da China Central (atual Orquestra Sinfônica Nacional da China), sob a regência de Li Delun. A visita de ambos foi filmada e resultou no documentário From Mao to Mozart: Isaac Stern in China, vencedor do Oscar.
Em 1987 Stern recebeu o Grammy por Lifetime Achievement, pelos feitos realizados ao longo de sua carreira.
Seu casamento, realizado em novembro de 1948 com a bailarina Nora Kaye, terminou em divórcio no ano seguinte. Em 17 de agosto de 1951 Stern se casou com Vera Lindenblit, com quem teve três filhos. Divorciou-se dela em 1994, após 43 anos de casamento; em 23 de janeiro 1997 Stern casou-se pela terceira vez, com Linda Reynolds.
Isaac Stern morreu em Nova York, em 22 de setembro de 2001, de insuficiência cardíaca congestiva, com  81 anos de idade.
Seu violino preferido era o "Ysaye", um Guarneri del Gesù.
Em 1979 foi convidado pela China, para abertura cultural, esta visita ficou registrada num documentário ganhador do Oscar chamado "From Mao to Mozart".

## Violinos
O instrumento favorito de Stern foi um Guarneri del Gesù Ysaÿe, um dos violinos confeccionados pelo luthier de Cremona Giuseppe Guarneri del Gesù.
Entre outros instrumentos, Stern tocava num Stradivarius 'Kruse-Vormbaum' (1728), no Bergonzi 'ex-Stern' (1733), no Guarneri del Gesù 'Stern-Alard' (1737), num Michele Angelo Bergonzi (1739–1757), num Guadagnini 'Arma Senkrah' (1750), num Giovanni Guadagnini (1754), numa cópia de J. B. Vuillaume do Guarneri del Gesu "Panette" de 1737 (c. 1850), e no J.B. Vuillaume 'ex-Nicolas I'  (1840). Também tinha instrumentos contemporâneos fabricados por Samuel Zygmuntowicz.

## Discografia (parcial)

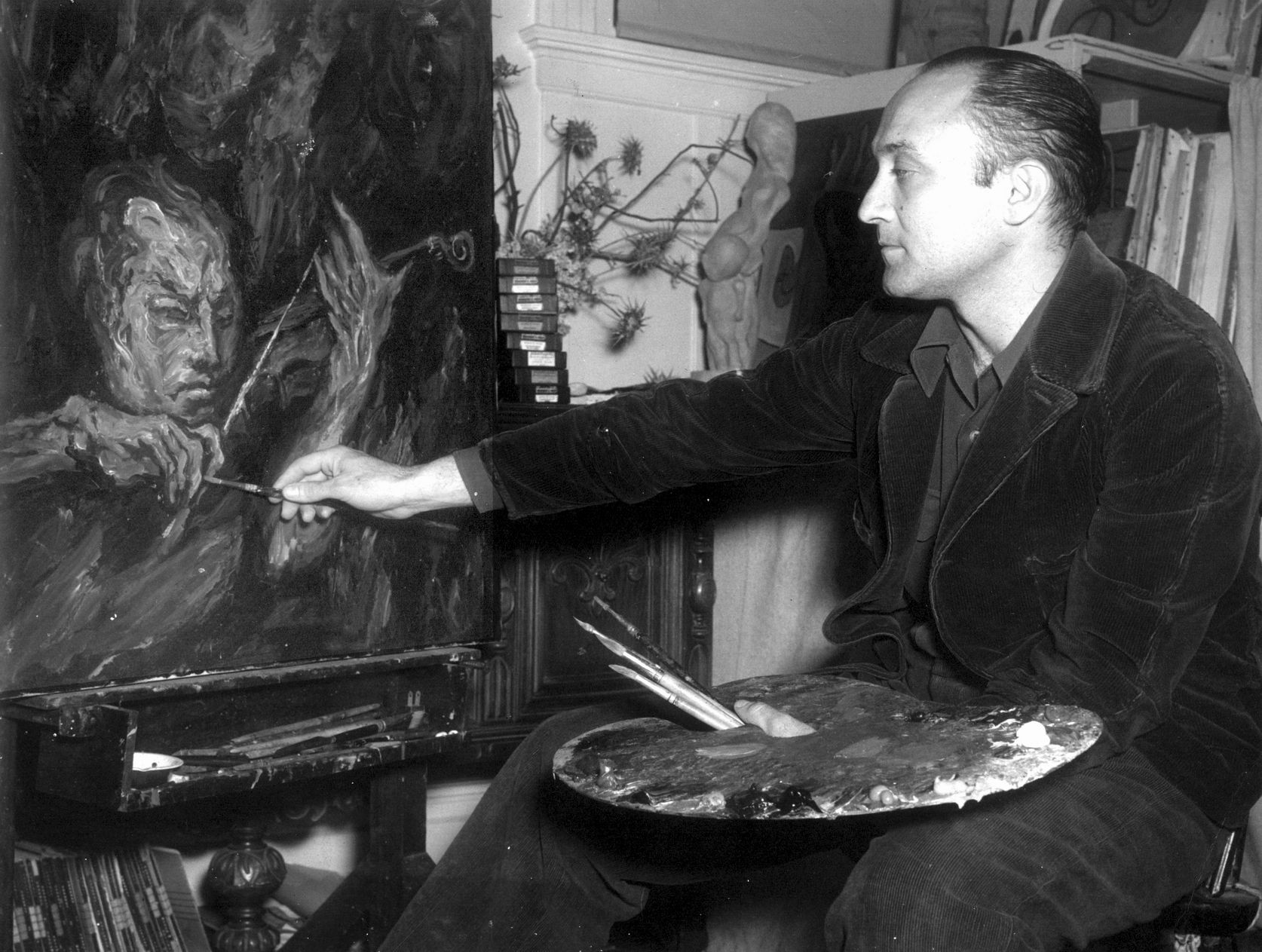
Bezalel Schatz pintando um retrato de Isaac Stern

- 1944

Brahms: String Sextet No. 1 (com Alexander Schneider, Milton Katims, Milton Thomas, Pablo Casals e Madeleine Foley)
- 1944

Brahms: Trio for Piano, Violin and Cello No. 1 in B Major, op. 8 (com Myra Hess e Pablo Casals)
- 1946

Violin selections from the movie Humoresque (1946, filme) com Oscar Levant, Columbia Masterworks Records set MM-657
- 1951

Brahms: Violin Concerto in D Major (com Sir Thomas Beecham - Royal Philharmonic Orchestra), Columbia Records
- 1952

Bach: Partita in E Minor & G Minor for Violin and Piano, Sonata No.3 in E Major for Violin and Piano (comAlexander Zakin)
- 1953

Prokofiev: Violin Sonatas (com Alexander Zakin)
- 1957

Wieniawski: Violin Concerto No. 2 in D Minor, op. 22 (com Philadelphia Orchestra; maestro: Eugene Ormandy)
- 1958

Tchaikovsky: Violin Concerto in D Major op. 35 (com Philadelphia Orchestra; maestro: Eugene Ormandy)
Mendelssohn: Violin Concerto in e minor op. 64 (com Philadelphia Orchestra; maestro: Eugene Ormandy)
- 1959

Saint-Saens: Introduction & Rondo Capriccioso op. 28 (com Philadelphia Orchestra; maestro: Eugene Ormandy)
Beethoven: Violin Concerto op. 61 (com New York Philharmonic; maestro: Leonard Bernstein)
- 1964

Hindemith: Violin Concerto (1939) (com New York Philharmonic; maestro: Leonard Bernstein)
- 1978

Penderecki: Violin Concerto No. 1 (1976) (com Minnesota Orchestra; maestro: Stanislaw Skrowaczewski)
- 1983

Bach, Vivaldi: Concertos for 2 Violins
Isaac Stern: 60th Anniversary Celebration
Mendelssohn: Violin Concerto; Beethoven: Romances in G & F Major
Haydn: London Trios
- 1984

Barber Violin Concerto
- 1985

An Isaac Stern Vivaldi Gala
- 1986

Tchaikovsky, Mendelssohn: Violin Concertos
- 1987

Dutilleux: L'Arbre des Songes (Concerto pour Violin et Orchestre)
Maxwell Davies: Concerto for Violin and Orchestra
Celebration
Bach: Double Concerto; Violin Concertos Nos.1 & 2
Beethoven: Violin Concerto
Mozart: The Flute Quartets
Bach: Concertos for Violin, BWV 1041–43 & 1060
- 1988

Shostakovich: Piano Trio No.2; Cello Sonata
Brahms: Concerto for Violin, Cello and Orchestra in A Minor, Op. 102 & Piano Quartet No. 3 in C Minor, Op. 60
Prokofiev: Violin Concertos No. 1 & 2
Brahms: Violin Concerto
- 1989

The Japanese Album
Music, My Love
Prokofiev: Concertos No. 1 & 2 for Violin and Orchestra
Mozart: Violin Concertos Nos.4 & 5
- 1990

Brahms, Mendelssohn, Schubert: Trios
Brahms: The Piano Quartets
Rameau: Pieces de clavecin en concerts
Lalo, Bruch, Wenianski, others: Violin Concertos
Bach, Mozart, Brahms, others: Violin Concertos
Mozart, Telemann, J.C. Bach, Reicha: Trios, Quartets
Schubert: Violin Sonatas
Humoresque: Favorite Violin Encores
- 1991

Beethoven: Piano Concerto No.5 "Emperor"; Triple Concerto
Beethoven: Complete Trios
Concert of the Century: Celebrating the 85th Anniversary of Carnegie Hall
Dvorák: Cello Concerto; Violin Concerto
Webern: Complete Works, Op. 1 – Op. 31
- 1992

Brahms: Sextets; more
Beethoven & Schumann Piano Quartets (com Emanuel Ax, Jaime Loredo, & Yo-Yo Ma)
- 1993

Tchaikovsky: Concerto for Violin and Orchestra & Serenade for Strings
Fauré: Piano Quartets
- 1994

Greatest Hits: Violin
The House of Magical Sounds
Greatest Hits: Schubert
Greatest Hits: Brahms
Beethoven, Schumann: Piano Quartets
Mozart: Sonatas for Violin and Piano, K. 454, 296 & 526
Beethoven: Piano Trios "Ghost" & "Archduke"
Bach: Violin Concerto, BWV 1041; Piano Concerto, BWV 1056; Brandenburg Concerto No.5; more
Mozart: Sinfonia Concertante; Violin Concerto No.5
Brahms: Sextet in B-flat major, Op. 18 & Piano Trio No. 1 in B major, Op. 8
Schubert: Quintet in C major, D956 & Symphony No. 5 in B-flat major, D485
- 1995

Isaac Stern Presents Encores with Orchestra
Telemann, Bach Family: Trio Sonatas
Mendelssohn: Piano Trios 1 & 2
Brahms: Piano Trios, Piano Quartets
A Life in Music, Vol.3: Bach, Beethoven, Brahms, Mozart, more
Beethoven: Piano Trios "Ghost" & "Archduke"; Variations
Schubert, Haydn: Piano Trios; Mozart: Piano Quartet
Bartók: Violin Concertos
Bernstein/Dutilleux: Violin Concertos
Berg: Violin Concerto; Kammerkonzert
Prokofiev/Bartók: Violin Concertos; Rhapsody No.1
Stravinsky/Rochberg: Violin Concertos
Barber/Maxwell Davies: Violin Concertos
Hindemith/Penderecki: Violin Concertos
Berg: Piano Sonata; Krenek: Piano Sonata No.3; Webern: Piano Variations; Debussy, Ravel: works
A Life in Music, Vol.1: Beethoven, Brahms, Mendelssohn, Sibelius, more
Mozart: Haffner Serenade
Mozart: Sonatas for Violin and Piano, Vol. II
Beethoven, Brahms: Violin Concertos
Tchaikovsky/Sibelius: Violin Concertos
Bach: Violin Concertos; Double Concerto; more
Vivaldi: The Four Seasons; Concertos
Mozart: Violin Concertos Nos.1–5; Sinfonia concertante; more
Wieniawski/Bruch/Tchaikovsky: Violin Concertos
Mendelssohn/Dvorák: Violin Concertos
Saint-Saëns: Violin concerto n°3, Lalo: Symphonie Espagnole, Chausson: Poème, Fauré: Berceuse, Ravel: Tzigane
- 1996

More Mozart's Greatest Hits
Mozart: Violin Sonatas, Vol. III
Schubert and Boccherini String Quintets
A Life in Music, Vol.4: Bach, Bartók, Beethoven, Copland, Schubert, more
Prokofiev: Violin Sonatas
Bartók: Violin Sonatas; Webern: Four Pieces for Violin and Piano
Beethoven: Violin Sonatas
J.S. & C.P.E. Bach, Handel, Tartini: Violin Sonatas
Hindemith/Bloch/Copland: Violin Sonatas
Schubert: Sonatinas Nos.1–3; Rondeau Brillant; Grand Duo Sonata
Franck/Debussy/Enesco: Violin Sonatas
Brahms: Violin Sonatas No. 1-3
Isaac Stern Presents Encores with Violin & Piano
- 1997

Barber: Adagio for Strings / Schuman – In Praise of Shahn etc.
Bartók Sonatas for Violin and Piano
Mozart: The Piano Quartets
- 1998

Isaac Stern Plays Mozart, Beethoven, Haydn
Beethoven: Violin Concerto in D
Bernstein: The Age of Anxiety; Foss: Serenade
Bach, Vivaldi: Concertos
Caprice Viennois: Music of Kreisler
- 1999

My First 79 Years
Tchaikovsky, Mendelssohn: Violin Concertos
- 2000

Dvorák: Piano Quartet No.2, Sonatina in G, Romantic Pieces
Vivaldi: The Four Seasons; Concertos for Two Violins